# Arc de Triomf (metrostation)
Arc de Triomf is een metrostation in Barcelona, Spanje. Het ligt in de buurt van het 19e-eeuwse monument Arc de Triomf en het Estació del Nord.
Behalve dat het dienstdoet als metrostation voor L1, heeft het ook een verbinding met het Arc de Triomf treinstation beheerd door RENFE en een van de ingangen is naast het busstation Estació del Nord, een voormalig trein station.
Het is geopend in1932. Dit station is gebouwd onder Avinguda de Vilanova, tussen Passeig de Lluís Companys en Carrer Nàpols.

## Lijn
- Metro van Barcelona L1

Hospital de Bellvitge · Bellvitge · Av. Carrilet · Rambla Just Oliveras · Can Serra · Florida · Torrassa · Santa Eulàlia · Mercat Nou · Plaça de Sants · Hostafrancs · Espanya · Rocafort · Urgell · Universitat · Catalunya · Urquinaona · Arc de Triomf · Marina · Glòries · Clot · Navas · La Sagrera · Fabra i Puig · Sant Andreu · Torras i Bages · Trinitat Vella · Baró de Viver · Santa Coloma · Fondo